# إيفان كرامسكوي
إيفان كرامسكوي (8 يونيو 1837-6 أبريل 1887) هو رسام وناقد فني روسي وكان أحد قادة حركة الهائمون في 1860-1880.

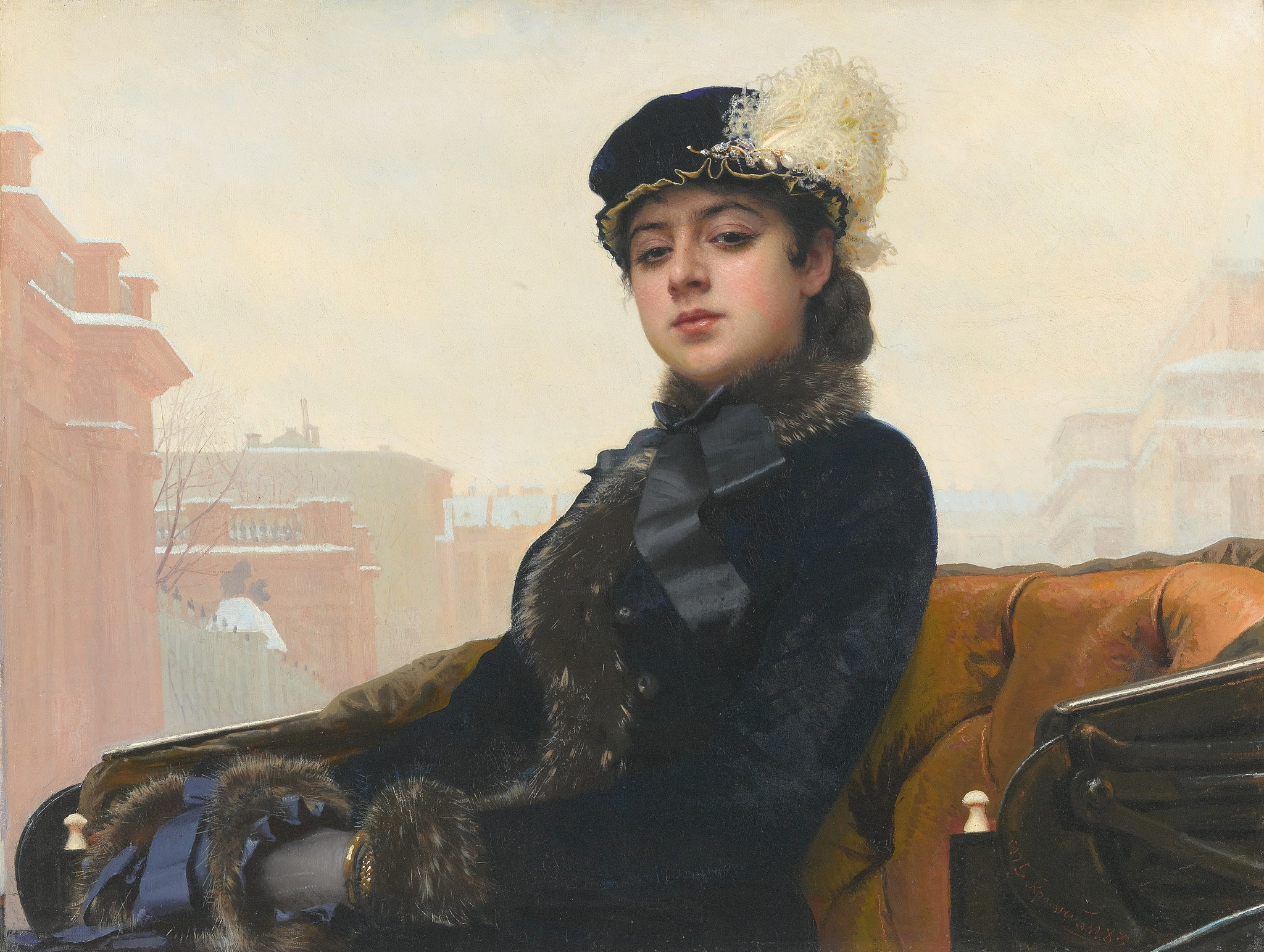
بُورتَريةَ امرأةَ مَجهُولةَ لوحة زيتية بريشة الرسام الروسي إيفان كرامسكوي، رُسمت عام 1883. يصور العمل امرأة جالسة في عربة يجرها حصان. تعتبر من أشهر اللوحات الروسية. نموذج أللوحة غير معروف وأصبحت موضوع جدل لأن الخبراء اعتقدوا أنها تمثل عاهرة. تشير تفسيرات أخرى إلى أن كرامسكوي استوحى النموذج من بطلة رواية ليو تولستوي ، آنا كارنينا. اللوحة الآن محفوظة في مجموعة معرض تريتياكوف في موسكو.

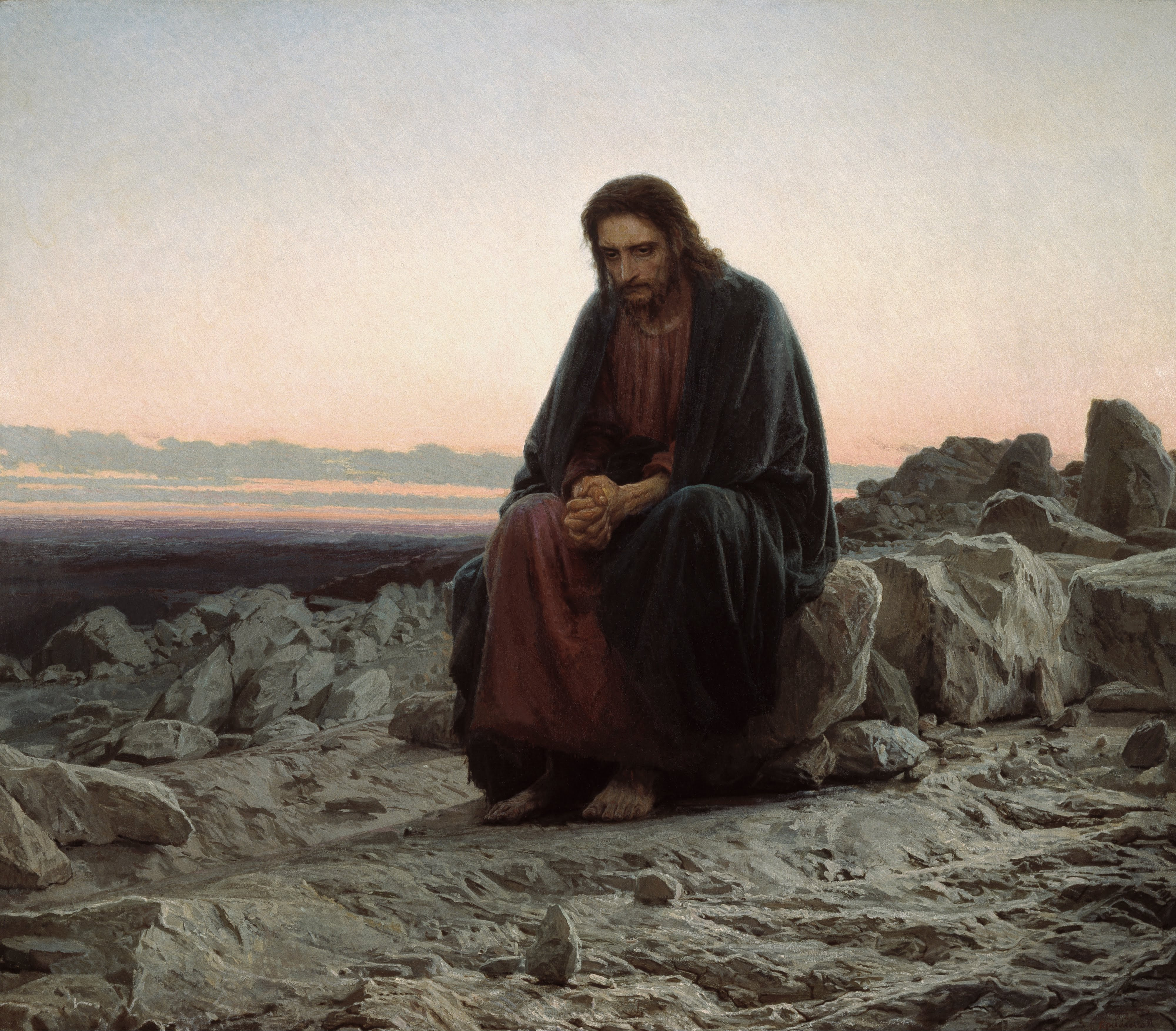
المسيح في الصحراء بريشة إيفان كرامسكوي 1872.